# شبه قلوي
شبه القِلْوِيّ أو القِلْوَانِيّ أو الكالويد مركبات عضوية نيتروجينية، أكثرُ أشكالها منتجات طبيعية في النباتات الطبية؛ لِما لها من أثرٍ فيزيولوجي دوائي كبير في الإنسان والحيَوان.
تنشأ أشباه القلويات من مجموعة متنوعة من الكائنات بما في ذلك الجراثيم، الفطريات، النباتات والحيوانات التي هي جزء من مجموعة من المنتجات الطبيعية (تسمى أيضاً المركبات الثانوية). يمكن تنقية العديد من أشباه القلويات من مستخلصات الخام. عدد من أشباه القلويات هي سامّة بالنسبة للكائنات الأخرى. وكثيراً ما تكون لها تأثيرات طبية وتستخدم في الأدوية أو العقاقير المنشّطة.
المواد شبه القلوية ذات الأهمية الطبية:
الكوديين والمورفين ويستخرجان من نبات الخشخاش، والكينين والكوينيدين ويستخرجان من الكينا. وهناك الكافيين من القهوة والشاي والكوكايين من الكوكا والأفيدرين عقَّار لمعالجة الزكام والربو من الإفيدرا وهو جنس من النباتات، والريزربين من نبات الراولفية سربنتنيا والتوبوكورارين من مستخلص الكورار السام.
وتستخدم المادة شبه القلوية السامة المستخرجة من مستخلص نبات الكورار لدى بعض رجال القبائل البدائيين لتسميم السهام. ويحتوي نبات الشوكران (نبات سام)، الذي استخدم لإعدام الفيلسوف اليوناني سقراط، على كميات قاتلة من الكونيين والمواد شبه القلوية الأخرى. وكذلك فإن الكونتين المستخرج من نبات الأقونيطن شديد السمية. والنيكوتين المستخرج من التبغ مادة سامة للإنسان وتستعمل لقتل الحشرات.

كافيين

تتكون أشباه القلويات من حلقات كيميائية غير متجانسة؛ لذلك يصنف شبه القلوي تبعاً لطبيعة الحلقة المكونة له إلى مجموعات مثل البيرولات والبيروليدينات والبيريدينات والببيريدينات والإندولات، والكينولئينات والإيزوكينوليئنات والإيميدازولات والبيريميدينات (الشكل 1). كما توجد أيضاً قلوانيات أخرى تنتج من تكاثف أكثر من نواة أو مجموعة من المجموعات سابقة الذكر، إضافة إلى وجود مجموعة صغيرة من المواد غير معروفة التركيب والتي تشبه أشباه القلويات. يضاف إلى ذلك أشباه القلويات الحيوانية المنشأ، والتي تنتج من تخرب لحوم الحيوانات نتيجة تفاعلات خمائرية جرثومية بعضها قابلة للتبلور، وهي سامة جداً، تتصف بخواص أشباه القلويات النباتية، أَطلَق عليها سلمي Selmi اسم الشلوين أو تومائين ptomaine، وهي مواد مهمة من الناحية الحيوية والدوائية والتحليلية والسمية، وهي المسؤولة عن التسممات الغذائية المنشأ التي تسببها اللحوم الفاسدة. وهناك كذلك قلوانيات حيوانية المنشأ أيضاً تتكون في أثناء الحياة، وهي البياضينات أو اللوكومائين Leucoma المشتق اسمها من بياض البيض وهي تختلف عن الشلوينات لأنها تعد من منتجات البدن الحي الطبيعية.
للقلوانيات المختلفة والموجودة في النبات الواحد دائماً بنية كيميائية متقاربة، وهي حقيقة مهمة جداً ومفيدة تسهل تعيين التركيب الكيميائي عند تحديد أشباه القلويات الرئيسية التي تنتمي عادة إلى الفصيلة النباتية نفسها.
توجد أشباه القلويات عادة في النباتات مرتبطة مع الحموض بشكل أملاح، فيتحد القلواني مثلاً مع حمض الأوكساليك (حمض الحماض) وحمض اللبن وحمض المالئيك وحمض الطرطير وحمض الليمون... إلخ. ويعتمد محتوى النباتات من أشباه القلويات على طبيعة التربة والبيئة والفصل، وهي تتوضع غالباً في أجزاء من النبات مثل الحبوب والأوراق والجذور والقشرة. وتستخلص من النباتات عادة بمعالجتها بقلوي مثل هدروكسيد البوتاسيوم، ثم فصلها باستخلاصها بالإيتر أو الكلوروفورم. وقد عُرِفَ ما يقرب من 3000 قلواني. وكان القلواني الأول الذي صنعه لايدنبرغ Ladenburg عام 1886 أبسطها ويدعى كونين conüne، (أو 2 بروبيل ببيريدين C5H10NC3H7)، وهو ذو سمية عالية، إذ إن أقل من 0.2غ منه يقتل الإنسان. يتم الحصول على الكونين من بذور الشوكران hemlock، وهو سم أستخدم في إعدام سقراط. وأكثر سموم هذه المجموعة استخداماً هو الستريكنين وهو سم زعاف، والإنسان أشــد حساسية بالستريكنين من جميع الحيوانات، وهي تختلف من شخص لآخـــر، وإن 0.05غرام من الستريكنين مميت للإنسان الكهل. أما أشد الحيوانات مقاومة للستريكنين فهي الديك والحمام والرخويات. أما الكورار فهو قلواني آخر يسبب الشلل، وقد استخدم لطرد الهنود من أمريكا الجنوبية عن طريق تشريب السهام به، وحمض الليزرجيك LSD، وهو أحد أشباه القلويات الرئيسية الموجود في فطر الأرغوت (مهماز الشيلم)، الذي يؤدي إلى انفصام الشخصية والهلوسة.
لم يُعرف حتى اليوم دور أشباه القلويات في النبات على نحو قاطع. وقد افترض هيكل Heckel أن أشباه القلويات عبارة عن نواتج وسيطة لتشكيل البروتوبلاسما الخلوية. وإذا كانت هذه الفرضية صحيحة فإنها لا تنطبق إلا على أشباه القلويات التي يكون تركيبها قريباً من الحموض الأمينية. ثبت تجريبياً أن النباتات غير قادرة على تمثل معظم أشباه القلويات، وبتعبير آخر إذا ما انخفض محتوى النبات من القلواني في أثناء النمو فإنه لن تنتج منه زيادة موافقة في كمية البروتينات. وذهب بعض المؤلفين مثل ايرّيرا Errera إلى افتراض أن أشباه القلويات تفيـد في حماية النبات، وقد استندت فكرتهم هذه إلى كون أشباه القلويات مواد موجودة غالباً في الأعضاء المحيطية كالأزهار والثمار وغيرها من النبات. لكن يلاحظ أن أشباه القلويات لا تحمي النبات من الحيوانات الصغيرة أو الكبيرة على حد سواء. وثمة نظرية مفادها أن للقلوانيات خاصة تنشيط الاستقلاب النباتي، ولكن ذلك لم يثبت تجريبياً بالرغم من وجود مؤشرات عدة تتفق وصحتها.
تبنى بعض العلماء فكرة أن أشباه القلويات النباتية هي نواتج استقلاب، أي إنها فضلات ناتجة من الاستقلاب الخلوي، وهي بذلك تقوم بتثبيت جزء من الآزوت المطروح، فهي تقوم بدور البولة وحمض البول نفسه عند الحيوانات. غير أن هذه النظرية تفتقر إلى البرهان التجريبي. كما أنه، في الوقت نفسه، يصعب الاقتناع بأن النبات يقوم بصنع جزيء كبير معقد مثل أشباه القلويات من أجل تثبيت ذرة آزوت واحدة فقط.
وقد اقترح لارسن R.A.Larson، إضافة إلى ما سبق، أن أشباه القلويات ربما تقوم بدور في حماية النبات من الأكسجين الوحيد 1O2، الذي يسبب بوجود الضوء ضرراً بكل المتعضيات الحية. وقد أظهرت معظم أشباه القلويات المدروسة هذه الخاصة في تثبيت الأكسجين. لذلك يتوقع المرء أن تتراكم أشباه القلويات في المناطق ذات الكثافة النباتية العالية والتركيز العالي من الأشعة فوق البنفسجية، وهذا ما يحدث فعلاً.
وإذا كان دور أشباه القلويات في العالم النباتي لم يحسم بعد، فإن صنع هذه المواد وتوليدها داخل النبات أصبح معروفاً تماماً، فهي تتشـكل من الحموض الأمينية، وإن ألدهيد النمل (ألدهيد فورميك) يقوم حتماً بدور مهم في التصنيع الكيميائي الضوئي للقلوانيات.

## تصنيف أشباه القلويات
- بيروليدين (بالإنجليزية: Pyrrolidine): هيغرين (بالإنجليزية: hygrine), كوسكوهيغرين(بالإنجليزية: cuscohygrine)، نيكوتين (بالإنجليزية: nicotine).
- تروبان (بالإنجليزية: Tropane): أتروبين (بالإنجليزية: atropine)، كوكائين(بالإنجليزية: cocaine)، إيكغونين (بالإنجليزية: ecgonine)، سكوبولامين(بالإنجليزية: scopolamine).
- كينولين (بالإنجليزية: Quinoline): كينين(بالإنجليزية: quinine)، كينيدين (بالإنجليزية: quinidine)، ديهيدروكينين (بالإنجليزية: dihydroquinine)، ديهيدروكينيدين (بالإنجليزية: dihydroquinidine)، ستريكنين (بالإنجليزية: strychnine)، بروسين (بالإنجليزية: brucine)، فيراترين (بالإنجليزية: veratrine)، سبفادين(بالإنجليزية: cevadine).

Bufotenin, a poison from some toads, contains an إندول core and is produced in living organisms from the amino acid تريبتوفان.

The نيكوتين molecule contains both بيريدين (left) and بيروليدين rings (right).

- إيزوكينولئين (بالإنجليزية: Isoquinoline): الأفيون (بالإنجليزية: opium morphine), الكودين, (بالإنجليزية: thebaine), هيرويين، بابافيرين، ناركوتين، نارسيين، هدراستين، بيربيرين
- فينيتيل-أمين (بالإنجليزية: Phenethylamine) : [[MDMA, (بالإنجليزية: methamphetamine), ميسكالين، إفدرين
- مجموعة إندول :
  - تربتامين: DMT، NMT، بسيلوسيبين، سيروتونين، ميلاتونين
  - إرغولين: إرغوت (إرجين، إرغوتامين، حمض ليسرجيك, etc.), إل إس دي
  - بيتا كاربولين: هارمين، يوهيمبين، ريسيربين، إميتين
- مجموعة بورين :
  - زانتين: كافيين، ثيوبرومين، ثيوفيلين
- مجموعة تيربينويد :
  - مجموعة أكونيت : أكونيتين
  - ستيرويد: سولانين، ساماندارين
- بيتاتين مركبات أمونيوم رابعية: موسكارين، كولين، نيورين

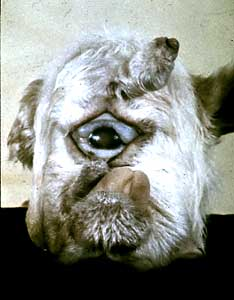
رأس حمل مولودا من الخراف التي أكلت أوراق نبات الزنبق. ناتجة عن السايكلوبامين الموجود في النبات.

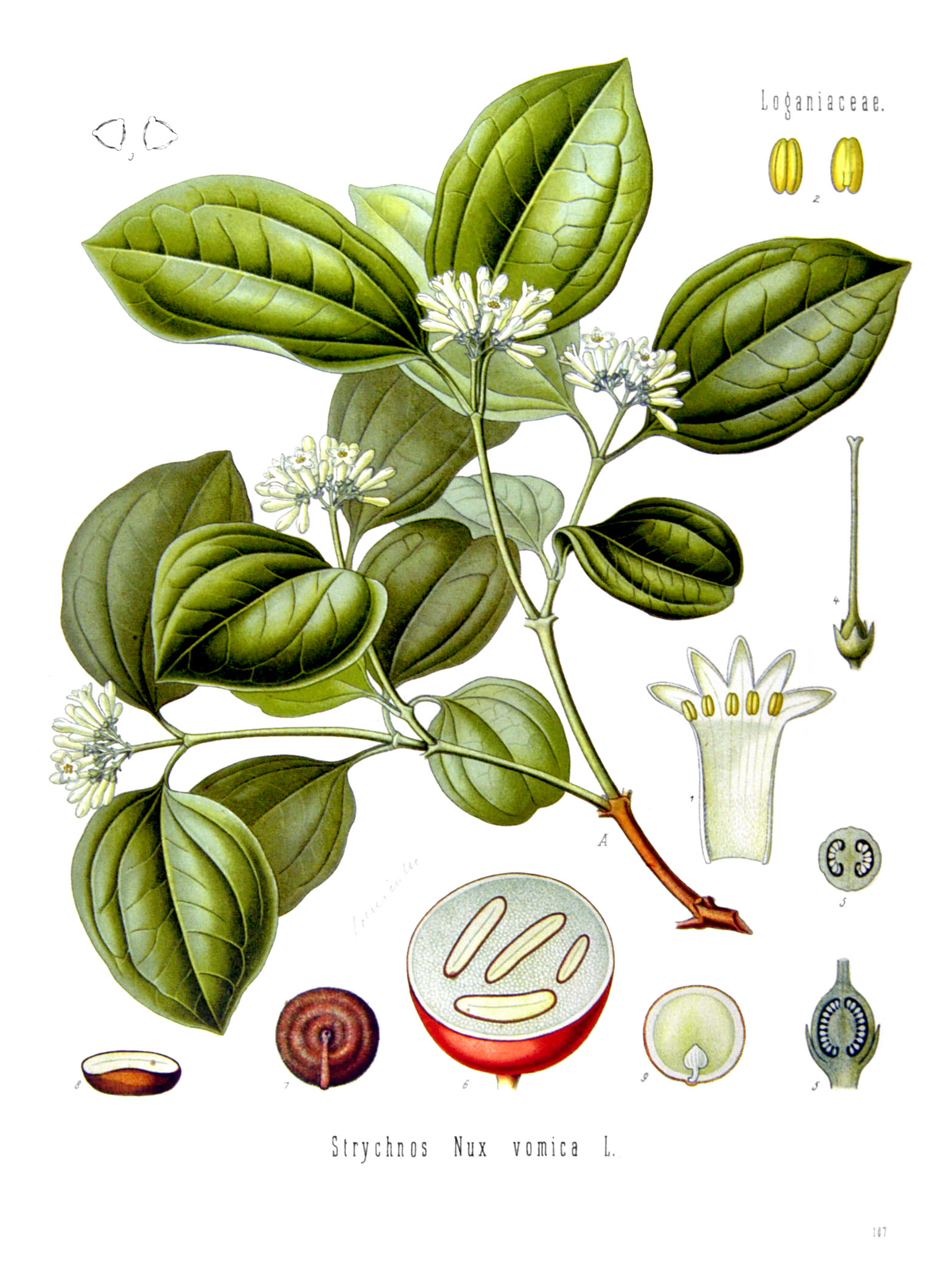
جوز مقيء. Its seeds are rich in سموم الستركنين and بروسين.

## المفرزات القلوانية
تعد أشباه القلويات alkaloids أحياناً من المفرزات، وهي مواد بروتيدية تمثل فضلات عمليات الاستقلاب النباتي. لهذه المواد الأمينية القلوية خصائص صيدلانية مهمة، فهي بالغة السمية للإنسان إذا استعملت بتركيز مرتفع. من هذه المركبات التي تضم الفينل ألانين يذكر الايفدرين ephedrine المحاكي للُودي sympathicomimetic المستحصل من نبات الايفيدرا Ephedra ، والهورديئين hordeine رافع الضغط الشرياني المستحصل من الشعير، والكولشيسين colchicine بنزوليّ النواة، مضاد الالتهاب، والمثبط للانقسام الخلوي في مرحلة الطور الثاني.
وتضم أوراق الكوكا Coca نوى البيبيردين piperidine أو البيروليدين pyrrolidine. ويضمّ نبات السوكران Conium maculatum الكونيسيدين conicidine شديد السمية، وفي نبات الخروع يوجد الريسينين ricinine، ويعزى إلى البيبيرين piperine الطعم اللاذع للفلفل، وإلى النيكوتين رائحة التبغ، وإلى الستركنين strychnine والبروسين brucine خواص الجوز المقيئ، وإلى الايرغوتامين ergotamine سمية فطر مهماز الشيلم الذي يحوي نواة أندولية. وتوجد نواة الكينوليك quinoléique في نبات الكينا quinquina، ويمثل الناركوتين narcotine المادة الفعالة في الخشخاش، والأفيون، والبابافيرين. وحول نواة التروبان tropane يتشكّل الأتروبين الموجود في نبات السيدة الحسناء Atropa belladonna وفي غيرها من نباتات الفصيلة الباذنجانية. ويمكن أيضاً ذكر الكوديئين الذي يحوي نواة الفيننانترين، والمنبِّهات المدرّة للبول، مثل الكافيئين الموجود في القهوة، والتيين في الشاي.

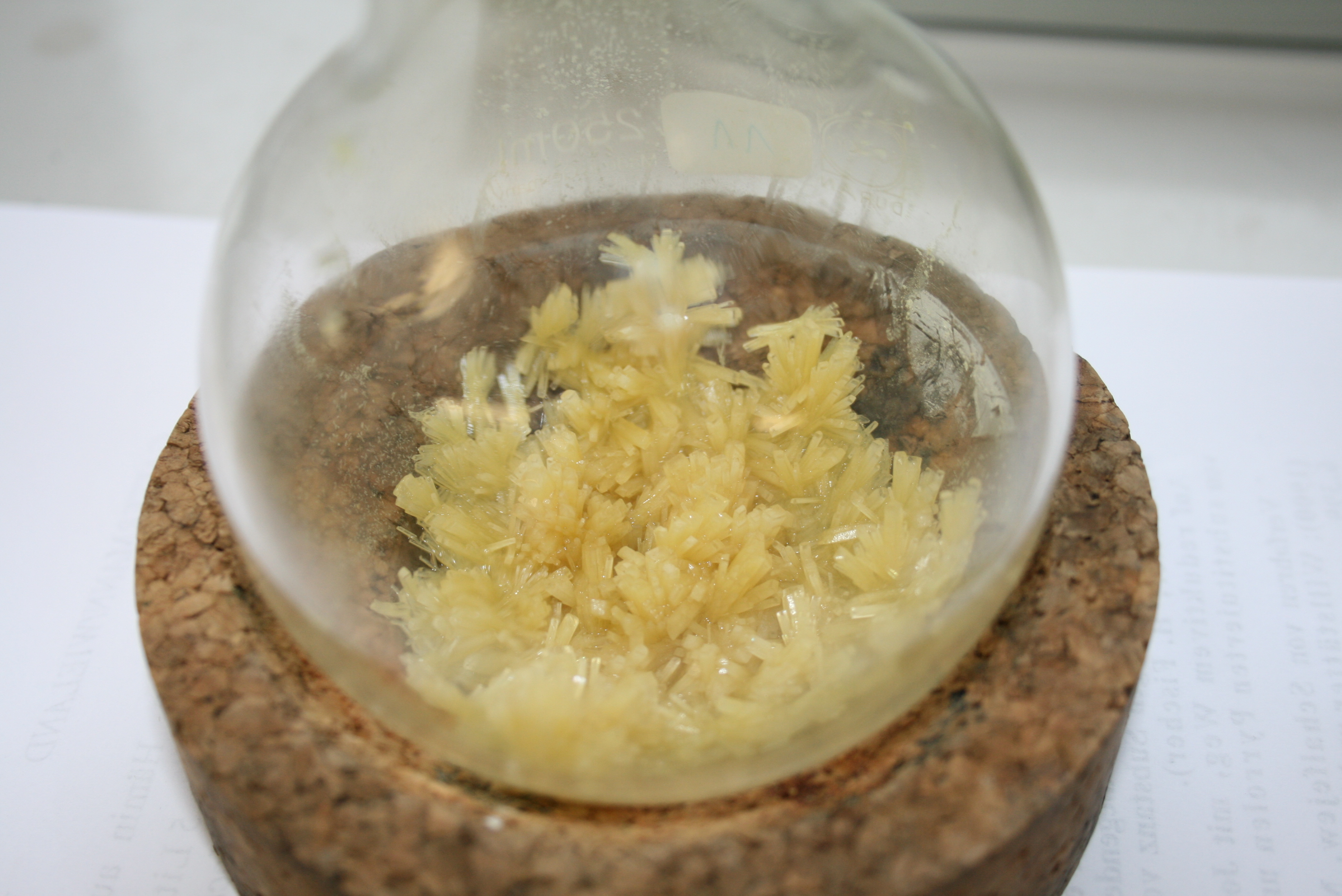
Crystals of piperine extracted from فلفل أسود.

## التخليق الحيوي

### تخليق قواعد شيف (Schiff)
Schiff bases can be obtained by reacting amines with ketones or aldehydes. These reactions are a common method of producing C=N bonds.

### تفاعل مانيش (Mannich)
يمكن متابعة تفاعل Mannich في كلا الحالتين (بين جزيئيا) و (داخل جزيئيا):

## أشباه قلويات ثنائية
بالإضافة لأشباه القلويات الاحادية المذكورة هنالك أشباه قلويات ثنائية وثلاثية ورباعية تتشكل عادة أشباه القلويات الثنائية من أشباه قلويات احادية من نفس النوع خلال الآليات التالية :
- Mannich reaction, resulting in, e.g., voacamine
- تفاعل مايكل (villalstonine).
- Condensation of aldehydes with amines (toxiferine).
- Oxidative addition of phenols (dauricine, tubocurarine).
- لاكتون (carpaine).

Villalstonine
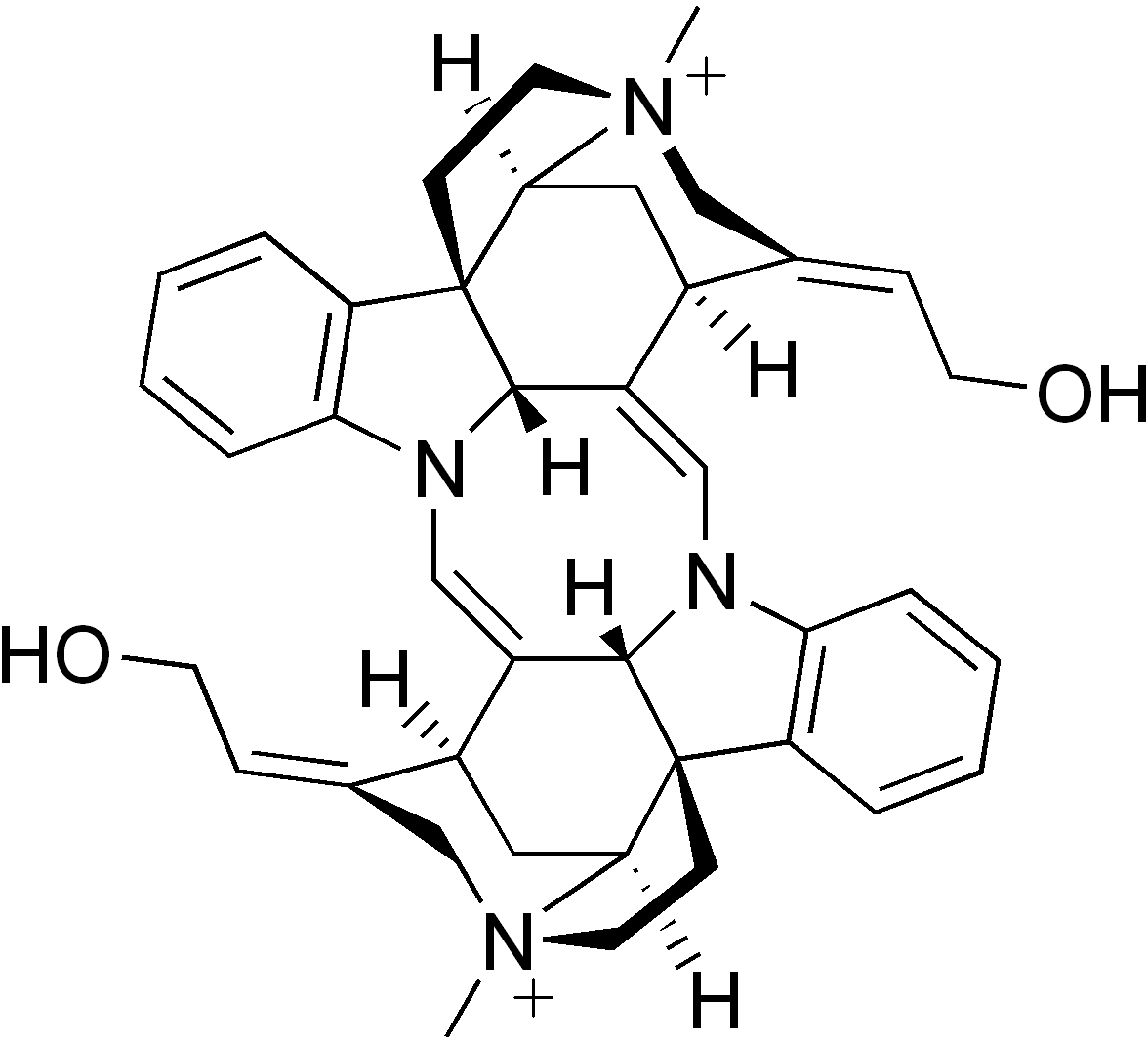
Toxiferine
Dauricine
توبوكورارين كلوريد
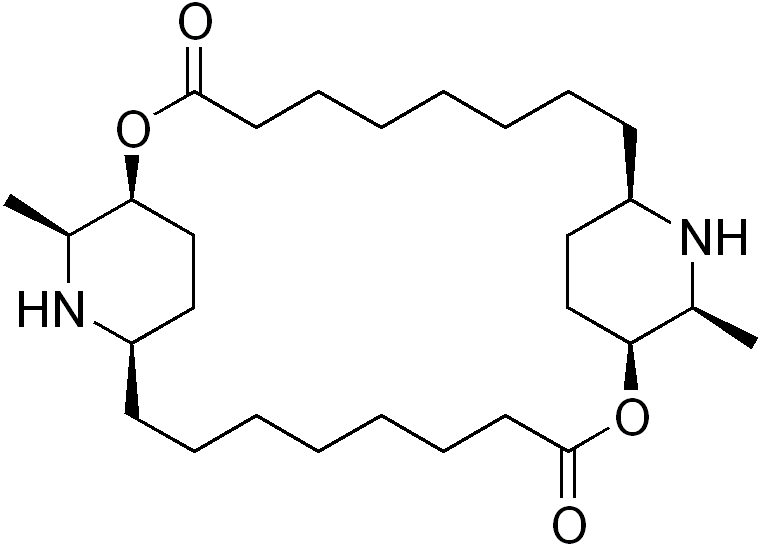
Carpaine

## الاستخدامات

### في الطب
استعمال نباتات أشباه القلويات طبيا له تاريخ طويل أول مركب من أشباه القلويات تم تخليقة كان في القرن التاسع عشر وتم استخدامه في المعالجة السريرية . Many alkaloids are ولا تزال تستخدم في الطب في صورة املاح :
للقلوانيات تأثيرات فيزيولوجية قوية، حتى عندما تكون بتراكيز قليلة جداً. ويوجد منها نحو 30نوعاً تستخدم في الطب، منها الأتروبين، على سبيل المثال، الذي يستخلص من نبات البيلادونا، وهو يسبب توسع حدقة العين، وكذلك مشتق زهر مدغشقر Pervenche de Madagascar (أو ما يدعى Vinca rosea) الذي يستخدم لمعالجة بعض أنواع السرطان، والمورفين المادة المسكنة للألم الفعالة جداً، والكينين الذي هو دواء نوعي للملاريا، والنيكوتين المضاد للحشرات، أما الره زريين فهو مهدئ جيد